# Ariadna (jaskinia)
Ariadna (niem. Ariadnahöhle) – jaskinia masywu Tennengebirge (Góry Tennen) na południowy wschód od Salzburga. Jej wejście znajdujące się w zachodnim zboczu płaskowyżu krasowego doliny Tiefenkar na wysokości 2030 m n.p.m. zostało odkryte podczas polskiej ekspedycji zorganizowanej przez Krzysztofa Makowskiego w 1985 r.
Choć jaskinie otwiera typowy dla jaskiń alpejskich wąski, wielopoziomowy meander Franciszka Józefa, 200 m poniżej (pomiędzy 1600 a 1900 m n.p.m.) jaskinia otwiera się na szerokie (do 20 m) korytarze o budowie poziomej, nazywane w slangu polskich speleologów „gangami” i udekorowane stalaktytami i jeziorkami otoczonymi wapiennymi stalagmitami.
Pierwsza fala eksploracji jaskini koncentrowała się na pogłębianiu jaskini, gdzie osiągnięto głębokość -738 m od otworu wejściowego i zakończyła się poniżej studni „P. 80” dwoma błotnymi przejściami. Podczas ekspedycji zorganizowanej w 1994 r. przez polską Federację Akademickich Klubów Speleologicznych pod przewodnictwem Jarosława Rogalskiego odkryto około dwóch kilometrów nowych „gangów”.